# Laophila sabulicolor
Laophila sabulicolor là một loài bướm đêm trong họ Geometridae.